# 안디카 에카 푸트라
안디카 에카 푸트라(인도네시아어: Andika Eka Putra, 생년 미상 ~ 2016년 9월 14일)는 인도네시아의 이슬람주의자이다.
이라크 레반트 이슬람 국가, 아부 사야프와 연계된 인도네시아의 이슬람주의 무장 조직인 동인도네시아 무자히딘(Mujahidin Indonesia Timur) 조직원으로 활동한 경력을 갖고 있다. 이 때문에 인도네시아 경찰에서 지정한 수배 대상자 명단에 등재되었다. 2016년 9월 14일에 술라웨시틍아 주 포소에서 대테러 작전을 수행하던 인도네시아 경찰에 의해 사살되었다.